# Phó Chủ tịch Cuba
Phó Chủ tịch nước Cuba (tiếng Tây Ban Nha: Vicepresidente de Cuba) là chức vụ quan trọng thứ hai trong hệ thống phân cấp quyền lực Nhà nước Cuba. Chức vụ với tư cách là người đứng đầu Nhà nước và Chính phủ. Chức vụ được thành lập từ Hiến pháp mới Cộng hòa Cuba được thông qua vào năm 2019, thay thế Phó Chủ tịch thứ nhất Hội đồng Nhà nước Cuba, chức vụ thực hiện chức năng tương tự theo Hiến pháp Nhà nước năm 1976. Phó Chủ tịch hiện tại của Cuba là Salvador Valdés Mesa.
Cuba đã có ba bản hiến pháp khác (có hiệu lực vào năm 1901, 1940 và 1976) trong đó hiến pháp năm 1976 đưa ra một cuộc tái tổ chức chức vụ. Trong lịch sử, chức vụ đã có nhiều tên gọi khác nhau; được gọi là "Phó Tổng thống Cộng hòa Cuba" trước Cách mạng Cuba và là "Phó Chủ tịch thứ nhất Hội đồng Nhà nước" và "Phó Chủ tịch Hội đồng Nhà nước" trong giai đoạn 1976–2019 trước khi chức vụ có tên gọi như hiện tại vào năm 2019.
Hiến pháp thông qua năm 1976 thành lập hai chức vụ Phó Chủ tịch; "Phó Chủ tịch thứ nhất Hội đồng Nhà nước" và "Phó Chủ tịch Hội đồng Nhà nước". Trong mỗi kỳ bầu cử, chỉ có một Phó Chủ tịch thứ nhất Hội đồng Nhà nước, nhưng có tới 6 Phó Chủ tịch Hội đồng Nhà nước. Tổng cộng có 19 người giữ chức "Phó Chủ tịch Hội đồng Nhà nước" giai đoạn 1976–2019, nhưng chỉ có 4 "Phó Chủ tịch thứ nhất Hội đồng Nhà nước". Hệ thống nhiều Phó Chủ tịch này đã bị giải thể vào năm 2019 và được thay thế bằng một hệ thống truyền thống hơn, hiện tại chỉ có một Phó Chủ tịch.
36 người đã được bổ nhiệm làm Phó Chủ tịch theo Hiến pháp. Raúl Castro là Phó chủ tịch tại vị lâu nhất, và đã nằm chức vụ này trong 31 năm 84 ngày. Domingo Méndez Capote là công chức giữ chức vụ này trong thời gian ngắn nhất, phục vụ trong 270 ngày. Trong số các phó chủ tịch, chỉ có hai người giữ chức quyền chủ tịch theo thời gian khi tổng thống vắng mặt; đó là Raúl Castro năm 2006–2008 và Anselmo Alliegro y Milá sau khi Fulgencio Batista bỏ trốn khỏi đất nước. Ramiro Valdés Menéndez là quan chức duy nhất được bầu lại làm Phó Chủ tịch sau khi rời nhiệm sở (ông là Phó Chủ tịch 1976–1986 và 2013–2019).

## Điều kiện trở thành ứng viên
Theo điều 129 Hiến pháp Cuba năm 2019: Để trở thành Phó Chủ tịch nước, một người phải đủ 35 tuổi, được hưởng đầy đủ các quyền dân sự và chính trị của cá nhân, là công dân Cuba từ khi sinh ra và không có bất kỳ quốc tịch nào khác.

## Bầu cử và nhiệm kỳ
Phó Chủ tịch nước được Quốc hội Chính quyền Nhân dân bầu theo hình thức, cùng thời hạn và giới hạn nhiệm vụ như Chủ tịch nước.
Chủ tịch nước và Phó Chủ tịch nước tiếp tục đảm nhiệm cho đến khi cuộc bầu cử kế nhiệm diễn ra bởi Quốc hội Chính phủ Nhân dân.

## Nhiệm vụ và quyền hạn
Phó Chủ tịch nước thực hiện các trách nhiệm và sở hữu các quyền hạn được Chủ tịch nước ủy quyền hoặc giao nhiệm vụ.
Trong trường hợp Chủ tịch nước vắng mặt, ốm đau hoặc qua đời, Phó Chủ tịch nước sẽ tạm thời thay thế Chủ tịch nước.
Trong trường hợp vắng mặt nhất định, Quốc hội Chính quyền Nhân dân sẽ bầu Chủ tịch nước mới.
Trong khi vai trò Phó Chủ tịch nước vẫn còn bỏ trống, Quốc hội Chính quyền Nhân dân sẽ chọn người thay thế.
Nếu sự vắng mặt là bắt buộc, cả trong trường hợp Chủ tịch nước hoặc Phó Chủ tịch nước, Quốc hội Chính quyền Nhân dân sẽ chọn người thay thế họ. Cho đến khi một cuộc bầu cử được thực hiện, Chủ tịch Quốc hội Chính quyền Nhân dân sẽ đảm nhận, trong thời gian tạm thời, vai trò của Chủ tịch nước. Luật quy định phương thức thay thế trong những trường hợp này.

## Phó Chủ tịch Cuba (1869-nay)

### Phó Tổng thống Cộng hòa Quân sự (1869-1899)
| Chân dung                                                | Họ và tên                                | Bổ nhiệm         | Miễn nhiệm           | Tổng thống | Đảng                |
| -------------------------------------------------------- | ---------------------------------------- | ---------------- | -------------------- | --- | ------------------- |
|                                                          | Francisco Vicente Aguilera (1821-1877)   | Tháng 4 năm 1869 | Tháng 2 năm 1877     | Carlos Manuel de Céspedes (1869-1873) Salvador Cisneros Betancourt (1873-1875) Juan Bautista Spotorno (1875-1876) Tomás Estrada Palma (1876-1877) | Không đảng phái     |
|                                                          | Francisco Javier de Céspedes (1821-1903) | Tháng 4 năm 1877 | 19 tháng 10 năm 1877 | Tomás Estrada Palma (1876-1877) | Không đảng phái     |
| Cộng hòa Quân sự không tồn tại trong giai đoạn 1878-1895 |                                          |                  |                      | |                     |
|                                                          | Bartolomé Masó Márquez (1830-1907)       | Tháng 9 năm 1895 | Tháng 9 năm 1897     | Salvador Cisneros Betancourt (1895-1897) | Đảng Cách mạng Cuba |
|                                                          | Domingo Méndez-Capote (1863-1934)        | Tháng 9 năm 1897 | Tháng 5 năm 1899     | Bartolomé Masó Márquez (1897-1899) | Đảng Cách mạng Cuba |
| Sự chiếm đóng quân sự đầu tiên của Hoa Kỳ (1899-1902)    |                                          |                  |                      | |                     |

### Phó Tổng thống Cộng hòa (1902-1959)
| Chân dung                                            | Họ và tên                                   | Bổ nhiệm             | Miễn nhiệm           | Tổng thống                          | Đảng                                |
| ---------------------------------------------------- | ------------------------------------------- | -------------------- | -------------------- | ----------------------------------- | ----------------------------------- |
|                                                      | Luis Estévez y Romero (1849-1909)           | 20 tháng 5 năm 1902  | Tháng 3 năm 1905     | Tomás Estrada Palma (1902-1906)     | Đảng Ôn hòa                         |
|                                                      | Domingo Méndez Capote (1863-1934)           | Tháng 1 năm 1906     | Tháng 9 năm 1906     | Tomás Estrada Palma (1902-1906)     | Đảng Ôn hòa                         |
| Sự chiếm đóng quân sự thứ hai của Hoa Kỳ (1899-1902) |                                             |                      |                      |                                     |                                     |
|                                                      | Alfredo Zayas y Alfonso (1861-1934)         | Tháng 1 năm 1909     | 20 tháng 5 năm 1913  | José Miguel Gómez (1909-1913)       | Đảng Tự do                          |
|                                                      | Enrique José Varona (1849-1933)             | 20 tháng 5 năm 1913  | 20 tháng 5 năm 1917  | Mario García Menocal (1913-1921)    | Đảng Bảo thủ                        |
|                                                      | Emilio Núñez Rodríguez (1855-1922)          | 20 tháng 5 năm 1917  | 20 tháng 5 năm 1921  | Mario García Menocal (1913-1921)    | Đảng Bảo thủ                        |
|                                                      | Francisco Carrillo Morales (1851-1926)      | 20 tháng 5 năm 1921  | 20 tháng 5 năm 1925  | Alfredo Zayas y Alfonso (1921-1925) | Đảng Nhân dân                       |
|                                                      | Carlos de la Rosa Hernández (ca. 1870-1933) | 20 tháng 5 năm 1925  | 1928                 | Gerardo Machado (1925-1933)         | Đảng Tự do                          |
| Khuyết (1928-1936)                                   |                                             |                      |                      |                                     |                                     |
|                                                      | Federico Laredo Brú (1875-1946)             | 20 tháng 5 năm 1936  | Tháng 12 năm 1936    | Miguel Mariano Gómez (1936)         | Đảng Tự do                          |
| Khuyết (1936-1940)                                   | Khuyết (1936-1940)                          | Khuyết (1936-1940)   | Khuyết (1936-1940)   | Federico Laredo Brú (1875-1946)     | Đảng Tự do                          |
|                                                      | Gustavo Cuervo Rubio (1890-1965/1978)       | 10 tháng 10 năm 1940 | 10 tháng 10 năm 1944 | Fulgencio Batista (1940-1944)       | Liên minh Xã hội chủ nghĩa Nhân dân |
|                                                      | Raúl de Cárdenas Echarte (1884-1979)        | 10 tháng 10 năm 1944 | 10 tháng 10 năm 1948 | Ramón Grau (1944-1948)              | Đảng Sự thật                        |
|                                                      | Guillermo Alonso Pujol (1899-1973)          | 10 tháng 10 năm 1948 | 10 tháng 3 năm 1952  | Carlos Prío Socarrás (1948-1952)    | Đảng Sự thật                        |
| Khuyết (1952-1958)                                   | Khuyết (1952-1958)                          | Khuyết (1952-1958)   | Khuyết (1952-1958)   | Fulgencio Batista (1952-1958)       | Quân đội                            |
|                                                      | Rafael Guas Inclán (1896-1975)              | Tháng 2 năm 1955     | 31 tháng 12 năm 1958 | Fulgencio Batista (1952-1958)       | Đảng Hành động Thống nhất           |

### Phó Chủ tịch thứ nhất Hội đồng Bộ trưởng (1976-2019)
| Chân dung          | Họ và tên                          | Bổ nhiệm            | Miễn nhiệm           | Chủ tịch                             | Đảng               |
| ------------------ | ---------------------------------- | ------------------- | -------------------- | ------------------------------------ | ------------------ |
| Khuyết (1959-1976) | Khuyết (1959-1976)                 | Khuyết (1959-1976)  | Khuyết (1959-1976)   | Osvaldo Dorticós (1959-1976)         | Đảng Cộng sản Cuba |
|                    | Raúl Castro (1931-)                | 2 tháng 12 năm 1976 | 24 tháng 2 năm 2008  | Fidel Castro (1976-2008)             | Đảng Cộng sản Cuba |
|                    | José Ramón Machado Ventura (1930-) | 24 tháng 2 năm 2008 | 24 tháng 2 năm 2013  | Raúl Castro (2008-2018)              | Đảng Cộng sản Cuba |
|                    | Miguel Díaz-Canel (1960-)          | 24 tháng 2 năm 2013 | 19 tháng 4 năm 2018  | Raúl Castro (2008-2018)              | Đảng Cộng sản Cuba |
|                    | Salvador Valdés Mesa (1945)        | 19 tháng 4 năm 2018 | 10 tháng 10 năm 2019 | Miguel Díaz-Canel (2018-đương nhiệm) | Đảng Cộng sản Cuba |

### Phó Chủ tịch Hội đồng Nhà nước (1976-2019)
| Chân dung           | Họ và tên                             | Bổ nhiệm             | Miễn nhiệm           | Chủ tịch          | Đảng               |
| ------------------- | ------------------------------------- | -------------------- | -------------------- | ----------------- | ------------------ |
|                     | Juan Almeida Bosque (1927–2009)       | 2 tháng 12 năm 1976  | 24 tháng 2 năm 2008  | Fidel Castro      | Đảng Cộng sản Cuba |
| 24 tháng 2 năm 2008 | Juan Almeida Bosque (1927–2009)       | 11 tháng 9 năm 2009  | Raúl Castro          |                   | Đảng Cộng sản Cuba |
|                     | Ramiro Valdés Menéndez (1932-)        | 2 tháng 12 năm 1976  | 27 tháng 12 năm 1986 | Fidel Castro      | Đảng Cộng sản Cuba |
| 24 tháng 2 năm 2013 | Ramiro Valdés Menéndez (1932-)        | 19 tháng 4 năm 2018  | Raúl Castro          |                   | Đảng Cộng sản Cuba |
| 19 tháng 4 năm 2018 | Ramiro Valdés Menéndez (1932-)        | 10 tháng 10 năm 2019 | Miguel Díaz-Canel    |                   | Đảng Cộng sản Cuba |
|                     | Guillermo García Frías (1928-)        | 2 tháng 12 năm 1976  | 27 tháng 12 năm 1986 | Fidel Castro      | Đảng Cộng sản Cuba |
|                     | Blas Roca Calderio (1908–1997)        | 2 tháng 12 năm 1976  | 27 tháng 12 năm 1986 | Fidel Castro      | Đảng Cộng sản Cuba |
|                     | Carlos Rafael Rodríguez (1913–1997)   | 2 tháng 12 năm 1976  | 15 tháng 3 năm 1993  | Fidel Castro      | Đảng Cộng sản Cuba |
|                     | José Miguel Miyar Barruecos (1932-)   | 28 tháng 12 năm 1981 | 15 tháng 3 năm 1993  | Fidel Castro      | Đảng Cộng sản Cuba |
|                     | Osmany Cienfuegos Gorriarán (1931-)   | 27 tháng 12 năm 1986 | 15 tháng 3 năm 1993  | Fidel Castro      | Đảng Cộng sản Cuba |
|                     | José Ramón Machado Ventura (1930-)    | 27 tháng 12 năm 1986 | 24 tháng 2 năm 2008  | Fidel Castro      | Đảng Cộng sản Cuba |
|                     | Pedro Miret Prieto (1927–2016)        | 27 tháng 12 năm 1986 | 15 tháng 3 năm 1993  | Fidel Castro      | Đảng Cộng sản Cuba |
|                     | Abelardo Colomé Ibarra (1939-)        | 15 tháng 3 năm 1993  | 24 tháng 2 năm 2008  | Fidel Castro      | Đảng Cộng sản Cuba |
| 24 tháng 2 năm 2008 | Abelardo Colomé Ibarra (1939-)        | 24 tháng 2 năm 2013  | Raúl Castro          |                   | Đảng Cộng sản Cuba |
|                     | Carlos Lage Dávila (1951-)            | 15 tháng 3 năm 1993  | 4 tháng 3 năm 2009   | Fidel Castro      | Đảng Cộng sản Cuba |
|                     | Esteban Lazo Hernández (1944-)        | 15 tháng 3 năm 1993  | 24 tháng 2 năm 2008  | Fidel Castro      | Đảng Cộng sản Cuba |
| 24 tháng 2 năm 2008 | Esteban Lazo Hernández (1944-)        | 19 tháng 4 năm 2019  | Raúl Castro          |                   | Đảng Cộng sản Cuba |
|                     | Julio Casas Regueiro (1936–2011)      | 24 tháng 2 năm 2008  | 3 tháng 9 năm 2011   | Raúl Castro       | Đảng Cộng sản Cuba |
|                     | Gladys María Bejerano Portela (1941-) | 21 tháng 9 năm 2009  | 19 tháng 4 năm 2018  | Raúl Castro       | Đảng Cộng sản Cuba |
| 19 tháng 4 năm 2018 | Gladys María Bejerano Portela (1941-) | 10 tháng 10 năm 2019 | Miguel Díaz-Canel    |                   | Đảng Cộng sản Cuba |
|                     | Mercedes López Acea (1964-)           | 24 tháng 2 năm 2013  | 19 tháng 4 năm 2018  | Raúl Castro       | Đảng Cộng sản Cuba |
|                     | Salvador Valdés Mesa (1945-)          | 24 tháng 2 năm 2013  | 19 tháng 4 năm 2018  | Raúl Castro       | Đảng Cộng sản Cuba |
|                     | Roberto Morales Ojeda (1967-)         | 21 tháng 7 năm 2018  | 10 tháng 10 năm 2019 | Miguel Díaz-Canel | Đảng Cộng sản Cuba |
|                     | Inés María Chapman (1965-)            | 21 tháng 7 năm 2018  | 10 tháng 10 năm 2019 | Miguel Díaz-Canel | Đảng Cộng sản Cuba |
|                     | Beatriz Johnson Urrutia (1969-)       | 21 tháng 7 năm 2018  | 10 tháng 10 năm 2019 | Miguel Díaz-Canel | Đảng Cộng sản Cuba |

### Phó Chủ tịch nước Cộng hòa (2019-nay)
| Chân dung | Họ và tên                    | Bổ nhiệm             | Miễn nhiệm  | Chủ tịch                             | Đảng               |
| --------- | ---------------------------- | -------------------- | ----------- | ------------------------------------ | ------------------ |
|           | Salvador Valdés Mesa (1945-) | 10 tháng 10 năm 2019 | Đương nhiệm | Miguel Díaz-Canel (2018-đương nhiệm) | Đảng Cộng sản Cuba |